# 藤原永貞
藤原 永貞（ふじわら の ながさだ）は、平安時代初期の貴族。藤原北家、大納言・藤原真楯の孫。正六位上・藤原真永の子。官位は従五位上・山城守。

## 経歴
延暦18年（799年）従五位下に叙爵し、延暦23年（804年）権右少弁に任ぜられる。桓武朝末の延暦25年（806年）2月に式部少輔に任ぜられ、3月の桓武天皇の崩御に当たって御装束司を務める。同年大和守として地方官に転じる。
嵯峨朝に入り、弘仁5年（814年）に造西寺長官次いで陰陽頭に任ぜられる。山城守を経て、弘仁10年（819年）20年振りに昇進して従五位上に叙せられた。また時期は不明だが、肥後守も務めている。

## 官歴
注記のないものは『六国史』に基づく。
- 時期不詳：正六位上
- 延暦18年（799年） 5月10日：従五位下
- 延暦23年（804年） 3月17日：権右少弁
- 延暦25年（806年） 2月16日：式部少輔。3月18日：御装束司（桓武天皇崩御）。7月15日：見大和守[1]
- 弘仁5年（814年） 7月26日：造西寺長官。8月28日：陰陽頭
- 弘仁8年（817年） 12月19日：見山城守[2]
- 弘仁10年（819年） 正月7日：従五位上
- 時期不詳：肥後守[3]

## 系譜
『尊卑分脈』による。
- 父：藤原真永
- 母：安倍息道の娘
- 妻：伊氏の娘
  - 長男：藤原嗣宗（788-849）
  - 男子：藤原輔嗣
- 生母不詳の子女
  - 四男：藤原宗善（795-858）
  - 男子：藤原令緒